# Ercole Patti
Ercole Patti, né à Catane le 16 février 1903 et mort à Rome le 15 novembre 1976, est un écrivain, dramaturge, scénariste et journaliste italien.

## Biographie
Né à Catane dans une famille de la classe moyenne supérieure, Ercole Patti commence à travailler comme journaliste, avant d'obtenir son diplôme de droit en 1925. Après avoir travaillé pendant un an dans l'entreprise de son père, il décide d'aller à Rome pour travailler dans le  journalisme. Après quelques collaborations sporadiques, il est embauché dans le journal la Gazzetta del Popolo, où il est correspondant à l'étranger, en Chine, en Inde et au Japon, entre autres. Il collabore à plusieurs autres quotidiens, dont le Corriere della Sera. Ses écrits journalistiques trahissent un racisme fréquent dans l'Italie de l'époque.
Il est incarcéré pour antifascisme lors de l'occupation allemande de l'Italie.
Il obtient une notoriété en tant que romancier en 1940, avec Quartieri alti, un portrait satirique de la haute bourgeoisie romaine fasciste. Ses romans sont implantés à Rome ou dans une Sicile sensuelle, qui, selon le critique littéraire Carlo Bo, « constitue pour lui une sorte d'idéal philosophique ».
À partir 1935, Ercole Patti est actif en tant que scénariste, et certains de ses romans sont adaptés au cinéma. En plus de romans, il a publié des collections d'histoires courtes et deux écrits autobiographiques.

## Filmographie partielle
(comme scénariste)
- 1934 : Il cappello a tre punte  de Mario Camerini
- 1935 : Je donnerai un million (Darò un milione) de Mario Camerini
- 1960 : L'Inassouvie  (Un amore a Roma) de Dino Risi
- 1962 : Les Amours difficiles (L'amore difficile) d’Alberto Bonucci, Luciano Lucignani, Nino Manfredi et Sergio Sollima
- 1969 : Ce merveilleux automne  (Un bellissimo novembre) de Mauro Bolognini
- 1973 : Séduction  (La seduzione) de Fernando Di Leo
- 1973 :  La mano nera ou L'emprise de la main noire d’Antonio Racioppi
- 1974 : La cugina d’Aldo Lado